# Чоловіча хорова капела ЧНУ імені Ю. Федьковича «Дзвін»
Чоловіча хорова капела ЧНУ ім. Ю.Федьковича «Дзвін» — відома на Буковині капела, створена в 1969 році.
Колектив капели в більшості складається з хористів, яки є викладачами Чернівецького національного університету імені Юрія Федьковича.
Керівник капели — Стінковий Тарас Дмитрович, викладач хорового диригування в педагогічному коледжі Чернівецького національного університету (музичне відділення). Колектив нараховує біля 25—30-ти осіб, в репертуарі якого є здебільшого стрілецькі, повстанські та інші народні пісні відомих авторів.